# Конов, Сергей Павлович
Сергей Павлович Конов (род. 28 февраля 1948, Ташкент) — советский пловец, российский тренер. Участник летних Олимпийских игр 1968 года, бронзовый призёр чемпионата Европы 1970 года.

## Биография
Сергей Конов родился 28 февраля 1948 года в Ташкенте (сейчас в Узбекистане).
Выступал в соревнованиях по плаванию за ташкентские «Мехнат», СКА, «Зенит». Тренировался под началом А. Шварцмана.
В 1968 году вошёл в состав сборной СССР на летних Олимпийских играх в Мехико. На дистанции 100 метров баттерфляем занял 4-е место в четвертьфинале, показав результат 1 минута 0,8 секунды и уступив 3 десятых попавшему в полуфинал с 3-го места Рону Джексу из Канады. На дистанции 200 метров баттерфляем занял 4-е место в полуфинале с результатом 2.13,1, уступив 1,2 секунды худшему из попавших в финал Петеру Фейлю из Швеции.
В 1970 году завоевал бронзовую медаль чемпионата Европы по водным видам спорта в Барселоне в эстафете 4х100 метров комплексным плаванием. За сборную СССР также выступали Виктор Красько, Николай Панкин, Владимир Немшилов и Леонид Ильичёв. В финальном заплыве Конов не участвовал.
В 1975 году завершил выступления. Занимался наукой и преподаванием, был кандидатом наук, доцентом, заведующим кафедрой плавания Узбекского государственного института физической культуры.
В январе 2001 — августе 2008 года вместе с Алексеем Карповым возглавлял юношескую сборную России по плаванию.
Живёт в канадской провинции Британская Колумбия.